# Helicogloea musaispora
Helicogloea musaispora är en svampart som beskrevs av Chee J. Chen & Oberw. 2000. Helicogloea musaispora ingår i släktet Helicogloea och familjen Phleogenaceae.   Inga underarter finns listade i Catalogue of Life.